# Xã Chelsea, Quận Fillmore, Nebraska
Xã Chelsea (tiếng Anh: Chelsea Township) là một xã thuộc quận Fillmore, tiểu bang Nebraska, Hoa Kỳ. Năm 2010, dân số của xã này là 101 người.